# Lee Jeka
Lee Jeka (* 8. Juni 1983 in Melbourne, Victoria) ist ein australischer Basketballspieler, der zudem die britische Staatsangehörigkeit besitzt. Jeka spielte zunächst in der Big V-Meisterschaft der Australian Basketball Association und machte auch einzelne Spiele in der Profiliga National Basketball League, bevor er 2004 nach Europa ging. Hier spielte er bis auf eine Spielzeit, in der er in der Schweizer Basketball-Nationalliga und der höchsten portugiesischen Spielklasse aktiv war, in der deutschen 2. Basketball-Bundesliga und deren Nachfolger ProA. Mit Cuxhaven BasCats 2010 und den Würzburg Baskets 2011 wurde er zweimal Vizemeister der ProA und zudem als Spieler des Jahres der ProA 2010/11 ausgezeichnet.

## Karriere
Jeka begann seine Karriere bei den Western Devils aus dem Melbourner Vorort Werribee, für die er zwischen 2001 und 2005 in der Big V-Meisterschaft der Australian Basketball Association spielte. Zwischen 2003 und 2004 gehörte er zudem dem Kader der Profimannschaft Bullets aus Brisbane an, für die er einzelne Spiele in der National Basketball League absolvierte, die in Analogie zu den Spielzeitterminen auf der Nordhalbkugel ihre Spiele im australischen Sommer durchführt. Zu Beginn der 2. BBL-Saison 2004/05 unterschrieb Jeka einen Vertrag bei Rot-Weiß Cuxhaven, die als Neuling in die zweite deutsche Bundesliga Gruppe Nord aufgestiegen waren. Nach dem Klassenerhalt kehrte Jeka im europäischen Sommer noch einmal zu den Werribee Devils zurück, bevor er sich anschließend auf seine Basketball-Karriere in Europa konzentrierte. In der Saison 2005/06 erreichte er mit den nun als BasCats firmierenden Cuxhavenern eine Mittelfeldplatzierung, die man in der Saison 2006/07 mit einem dritten Platz noch steigern konnte.
Mit Abschaffung der Regionalgruppen der zweiten Liga und Einführung der ProA wechselte Jeka 2007 zunächst in die Schweizer Basketball-Nationalliga zu Morges Basket nach Lausanne. Im Dezember 2007 zog er jedoch weiter und ging nach Portugal zum vormaligen Ligapokalsieger Sport Clube Lusitânia aus Angra do Heroísmo, der jedoch am Ende der Spielzeit den vorletzten Tabellenplatz belegte und sich trotz Aufstockung der Liga aus der höchsten Spielklasse zurückzog. Jeka kehrte daraufhin 2008 nach Deutschland zurück und spielte in der klassentieferen Staffel ProB der zweiten Liga für den ehemaligen Erstligisten USC aus Freiburg im Breisgau, die jedoch in der ProB 2008/09 im unteren Tabellendrittel rangierten. Für die ProA 2008/09 kehrte er nach Cuxhaven zurück, die nach der Vizemeisterschaft der ProA 2007 eine eher mäßige ProA 2007/08 hingelegt hatten. Mit Jeka konnten die Cuxhavener 2009 erneut eine Vizemeisterschaft erringen, aber nicht in die höchste Spielklasse aufsteigen, da sie nicht die wirtschaftlichen Voraussetzungen für die notwendige Lizenzerteilung in der Basketball-Bundesliga erbringen konnten.
2010 wechselte Jeka daher zum ProA-Neuling Würzburg Baskets, der die Nachfolge des ehemaligen Erstligisten DJK Würzburg angetreten hatte. Mit diesem Verein errang Jeka hinter dem haushohen Favoriten FC Bayern München, der seinen Kader unter dem deutschen Bundestrainer Dirk Bauermann mit zahlreichen Nationalspielern und ehemaligen Erstligaspielern gefüllt hatte, erneut eine Vizemeisterschaft in der ProA 2010/11. Höhepunkt war eine Fernseh-Live-Übertragung des Spitzenspiels zwischen Tabellenführer München und Verfolger Würzburg im Bayerischen Rundfunk, das über 12.000 Zuschauer vor Ort in der Olympiahalle München erlebten. Die Live-Übertragung im frei empfangbaren Fernsehen war ein Novum und die über 10.000 Zuschauer bedeuteten einen Zuschauerrekord für ein Basketballspiel der zweiten Liga. Nachdem die Würzburger das Hinspiel gewonnen hatte, verlor man dieses Spiel jedoch mit 75:82, wobei Jeka Topscorer der Partie war. Nach dem Durchmarsch der Würzburger von der ProB in die höchste Spielklasse Basketball-Bundesliga wurde Jeka am Ende der Spielzeit als Spieler des Jahres der ProA ausgezeichnet.
Nach dem Aufstieg blieb Jeka jedoch für den Erstliga-Kader der Würzburger unter dem neuen Trainer John Patrick unberücksichtigt und er unterschrieb erneut einen Vertrag in der ProA 2011/12 bei den Saar-Pfalz Braves in Homburg. Der Tabellenfünfte der Vorsaison hatte jedoch eine enttäuschende Spielzeit und landete am Ende auf dem vorletzten Tabellenplatz, der sportlich zwar zum Klassenerhalt gereicht hätte. Aber nach organisatorischen Problemen meldete man sich anschließend vom professionellen Spielbetrieb ab. Jeka wechselte daraufhin zum Ligakonkurrenten Science City aus Jena, die in der ProA 2012/13 nach einem siebten Platz in der Hauptrunde in der Halbfinalserie der Play-offs gegen die Düsseldorf Baskets den Aufstieg in die höchste Spielklasse verpassten. Während die Düsseldorfer trotz sportlichen Aufstiegs anschließend keine Lizenz für die Basketball-Bundesliga bekamen, folgte Jeka seiner Verlobten nach Hamburg und schloss sich dem Drittligisten SC Rist aus Wedel in der ProB an. Mit den Wedelern erreichte er in der Saison 2013/14 das Halbfinale der ProB und ging anschließend nach Australien zurück, wo er noch für die Hume City Broncos spielte und in der 2016er Saison von der Internetseite australiabasket.com zum Spieler des Jahres in der Liga Big V gekürt wurde.